# Partido Comunista - Seção Brasileira da Internacional Comunista
O Partido Comunista - Seção Brasileira da Internacional Comunista (PC-SBIC), também conhecido inicialmente como Partido Comunista do Brasil e posteriormente como Partido Comunista Brasileiro (PCB), foi um partido político brasileiro ligado à Internacional Comunista, baseado ideologicamente nos princípios do marxismo-leninismo, com expressão nacional e forte penetração nos meios sindicais e estudantis.
Fundado em 25 de março de 1922, sob a sigla PCB - Partido Comunista do Brasil, publicado no Diário Oficial da União em 4 de abril de 1922 sendo Partido Comunista - Seção Brasileira da Internacional Comunista - PC-SBIC; Seu símbolo era uma foice e um martelo cruzados, em amarelo, sobre fundo vermelho, representando a união entre os trabalhadores do campo e da cidade. Também chamado "Partidão", foi o primeiro partido político brasileiro assumidamente de esquerda. Por diversas vezes, foi colocado na ilegalidade e posteriormente legalizado novamente, razão pela qual sua história permanece em grande processo de disputa. Desde 1927 a ala juvenil do PCB organiza-se na União da Juventude Comunista (UJC).
O PCB foi a matriz da qual emergiram uma série de partidos importantes na dinâmica política brasileira, tais como o Movimento Revolucionário Oito de Outubro (MR8), sendo que três partidos políticos com registro no TSE afirmam ser seus legítimos sucessores: o Cidadania, antigo Partido Popular Socialista (PPS), cujo número eleitoral é o 23; o Partido Comunista Brasileiro (PCB), cujo número eleitoral é o 21; e o Partido Comunista do Brasil (PCdoB), cujo número eleitoral é o 65. 
Alguns pesquisadores apontam o PCB, e outros apontam controversamente o PCdoB como sendo não apenas sucessores, mas sim o velho Partidão, e ambos os partidos apontam sua data de fundação como sendo a data oficial da agremiação fundada na década de 1920, apontando um ao outro como uma dissidência. Porém cabe frisar que o PCdoB coexistiu historicamente com o PCB original da sua fundação em 1962 até a extinção do PCB original em 1992

## História

A foice e martelo, símbolos da união do campesinato com o proletariado urbano, símbolo oficial do PC-SBIC, bem como do Movimento Comunista Internacional

Foi um partido político brasileiro de esquerda, baseado ideologicamente em Karl Marx e Friedrich Engels e de organização baseada nas teorias de Lenin. Fundada no dia 25 de março de 1922, na cidade de Niterói-RJ, por nove delegados, representando 50 membros. Em 4 de abril de 1922, foi publicado no Diário Oficial da União sua fundação, com o nome de Partido Comunista - Seção Brasileira da Internacional Comunista (PC-SBIC). Participaram do congresso de fundação: Abílio de Nequete (barbeiro de origem libanesa), Astrojildo Pereira (jornalista do Rio de Janeiro), Cristiano Cordeiro (contador do Recife), Hermogênio da Silva Fernandes (eletricista da cidade de Cruzeiro), João da Costa Pimenta (gráfico paulista), Joaquim Barbosa (alfaiate do Rio de Janeiro), José Elias da Silva (sapateiro do Rio de Janeiro), Luís Peres (vassoureiro do Rio de Janeiro) e Manuel Cendón (alfaiate espanhol), sendo este último o único dentre os fundadores que possuía ideologia anarquista, ao invés de socialista.
O nome de fundação do partido é "Partido Comunista do Brasil", mas seus militantes se referiam à organização como Partido Comunista Brasileiro ou como Partido Comunista do Brasil, indistintamente, conforme atesta a carta de Astrojildo Pereira à Internacional Comunista datada de 9 de agosto de 1922.
A reunião de fundação é considerada como o I Congresso do PCB, durante o qual foi escolhida a primeira Comissão Central Executiva (CCE), composta de dez membros (cinco titulares e cinco suplentes), sendo titulares: Abílio de Nequete (secretário-geral), Astrojildo Pereira (imprensa e propaganda), Antônio Canellas (secretário internacional), Luís Peres (frações sindicais) e Cruz Júnior (tesoureiros); os suplentes eram: Cristiano Cordeiro, Rodolfo Coutinho, Antônio de Carvalho, Joaquim Barbosa e Manuel Cendón. Seguindo a tendência mundial entre os partidos comunistas, em 4 de abril do mesmo ano  é publicado no Diário Oficial da União o anúncio da sua fundação, porém com o nome de Partido Comunista – Seção Brasileira da Internacional Comunista (PC-SBIC). Um estatuto também foi elaborado com a primeira reunião.
| Partido Comunista do Brasil (PCB) 1922–1961 | Partido Comunista Brasileiro (PCB) 1961–1992 | Partido Comunista Brasileiro (PCB) 1961–1992   |                                                  | Partido Popular Socialista (PPS) 1992–2019 | Partido Popular Socialista (PPS) 1992–2019        | Partido Popular Socialista (PPS) 1992–2019 | Cidadania 2019–presente |
| Partido Comunista do Brasil (PCB) 1922–1961 | Partido Comunista Brasileiro (PCB) 1961–1992 | Partido Comunista Brasileiro (PCB) 1961–1992   | Partido Comunista (PC) 1992–1993                 |                                            |                                                   |                                            |                         |
| Partido Comunista do Brasil (PCB) 1922–1961 | Partido Comunista Brasileiro (PCB) 1961–1992 | Partido Comunista Brasileiro (PCB) 1961–1992   | Partido Comunista Brasileiro (PCB) 1993–presente |                                            |                                                   |                                            |                         |
| Partido Comunista do Brasil (PCB) 1922–1961 | Liga Comunista Internacionalista (LCI)       |                                                |                                                  |                                            |                                                   |                                            |                         |
| Partido Comunista do Brasil (PCB) 1922–1961 | Partido Operário Leninista (POL)             |                                                |                                                  |                                            |                                                   |                                            |                         |
| Partido Comunista do Brasil (PCB) 1922–1961 | Partido Socialista Revolucionário (PSR)      |                                                |                                                  |                                            |                                                   |                                            |                         |
| Partido Comunista do Brasil (PCB) 1922–1961 |                                              |                                                |                                                  |                                            | Partido Comunista do Brasil (PCdoB) 1962–presente |                                            |                         |
| Partido Comunista do Brasil (PCB) 1922–1961 |                                              | Movimento Revolucionário Oito de Outubro (MR8) |                                                  | Partido Pátria Livre (PPL) 2009–2019       |                                                   |                                            |                         |

### Primeiros Anos
Já em junho do ano de fundação, o governo de Epitácio Pessoa o coloca na ilegalidade.
Conquista a legalidade em janeiro de 1927, quando elege Azevedo Lima para a Câmara dos Deputados.  Em 12 de agosto do mesmo ano volta à ilegalidade por meio da Lei Celerada. Com o fim mandato de Washington Luís e o fim da Lei Celerada o partido volta a legalidade.

Após o 1o de maio de 1929, violentamente reprimido pela polícia, o CCE indica os delegados à 1a Conferência Latino-americana dos Partidos Comunistas, que se realiza em junho, em Buenos Aires, Argentina, com o objetivo de apreciar a situação dos PCs latino-americanos face às resoluções do VI Congresso da IC. São indicados Paulo de Lacerda, Mário Grazini, Danton Jobim e Leôncio Basbaum. Após chegar ao Brasil, um deles foi procurar Prestes para convidá-lo a participar das eleições presidenciais de 1930, na tática da aliança de classes. Mas Prestes não aceitou o convite.
Minervino de Oliveira foi escolhido para ser o candidato do partido, que também apresentou candidatos ao Senado Federal. Foram eles Duvitiliano Ramos, gráfico e romancista, e Domingos Brás, tecelão e ex-anarquista, pelo estado do Rio, e Paulo Lacerda, advogado, e Mário Grazini, gráfico, pelo então Distrito Federal. Nenhum deles foi eleito.
Em 3 de outubro de 1930, iniciou-se a Revolução de 1930, onde Washington Luís foi deposto por um golpe militar. O PCB não apoiou esta Revolução. Em suas análises, este movimento beneficiaria ao imperialismo inglês e, ao invés de introduzir mudanças na estrutura agrária do país, tentaria, ao contrário, “evitar a revolução das massas”.

Iniciada a reorganização partidária em todos os estados da Federação, diante da convocação das eleições constituintes para maio de 1933, o PCB não obteve registro no Tribunal Eleitoral, sob a justificativa de que era um partido internacionalista. O partido procurou lançar candidatos através da legenda já registrada da União Operária e Camponesa, mas não conseguiu eleger nenhum representante à Assembleia.

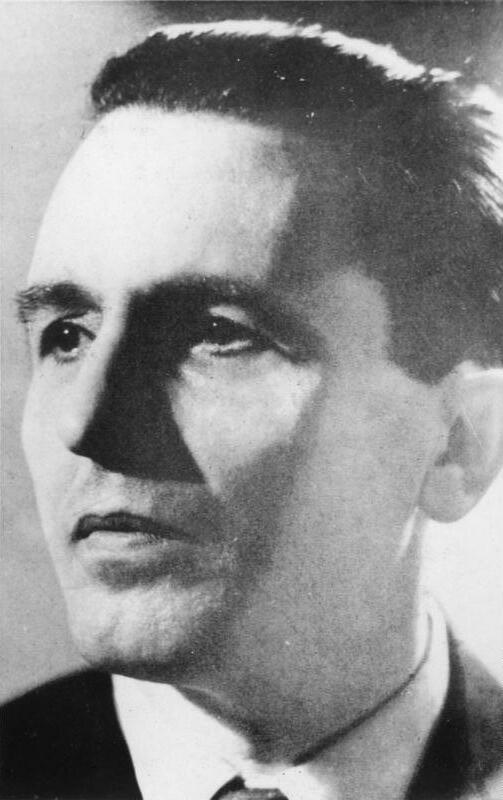
Luiz Carlos Prestes, o mais famoso militante do PCB e secretário-geral do partido por 37 anos.

Em 1931, Luís Carlos Prestes é formalmente aceito como membro do PCB, em 1º de agosto. Com Prestes, o partido participa da Aliança Nacional Libertadora (ANL), que também passa a ser perseguida e colocada na ilegalidade pelo governo de Getúlio Vargas. Nesse contexto de repressão, ocorre, em outubro de 1934, o assassinato do destacado militante da Juventude Comunista e desenhista Tobias Warchavski. Embora sua morte tenha sido inicialmente atribuída à polícia e reforçado o movimento antifascista no país, investigações posteriores indicaram que ele teria sido executado por colegas do próprio PCB, sob a acusação de colaborar com a repressão. O caso teve ampla repercussão pública, tanto pela brutalidade quanto pelas incertezas que o envolveram.
Após a ilegalização da ANL, o partido desencadeia, em seu nome, a revolta militar de novembro de 1935, conhecida como Levante Comunista ou Intentona Comunista. A insurreição foi derrotada, resultado de um planejamento precário e de uma leitura da realidade nacional pautada pelas diretrizes da Comintern. A repressão estatal se intensifica, culminando na instauração da ditadura do Estado Novo em 1937. Nesse ambiente de clandestinidade e perseguição, dá-se, em 1936, mais um episódio de "justiçamento": o assassinato de Elza Fernandes, jovem militante e companheira de Miranda, então secretário-geral do partido, executada em circunstâncias controversas sob suspeita de traição. 
Com a maioria de seus dirigentes presos (inclusive Prestes, desde 1936), o PCB se desarticulou completamente, até que, em fins de 1941, grupos isolados do Rio de Janeiro, de São Paulo e da Bahia iniciam a reorganização do partido, no evento que ficou conhecida como "Conferência da Mantiqueira", uma reunião clandestina que tinha à frente, entre outros, o médico baiano Milton Cayres de Brito.
A Conferência da Mantiqueira, realizada em 11 de agosto de 1943, contou com delegados do Rio, São Paulo, estado do Rio, Minas Gerais, Paraná, Rio Grande do Sul, Bahia, Sergipe e Paraíba. A Conferência examinou a situação política e as tarefas do Partido, a política de construção e as tarefas dela decorrentes. Elegeu, ainda, um novo Comitê Central, pois a antiga direção, bem como a organização partidária, estava praticamente esfacelada devido aos vários golpes da polícia. Esta Conferência teve enorme importância na vida partidária, uma vez que derrotou as tendências liquidacionistas e firmou a necessidade de reorganizar o Partido, assim como traçou as tarefas dos comunistas na luta contra o nazifascismo, pela declaração de guerra às Potências do Eixo com o envio de uma Força Expedicionária para lutar na Europa. Inúmeros comunistas marcharam voluntariamente para o teatro de operações na Itália e foi organizado um amplo movimento em solidariedade à FEB.
Em 1945, Prestes e outros dirigentes são anistiados, o PCB retorna à legalidade e obtém seu registro eleitoral. Nas eleições presidenciais de 2 de dezembro do mesmo ano, o PCB lança a candidatura de Iedo Fiúza, ex-prefeito de Petrópolis, que não era oficialmente militante do partido. Ele obtém cerca de 10% do total de votos, tanto para si mesmo como para a chapa. O PCB elegeu assim um senador, o próprio Prestes, além de 17 deputados constituintes, dentre os quais o escritor Jorge Amado.

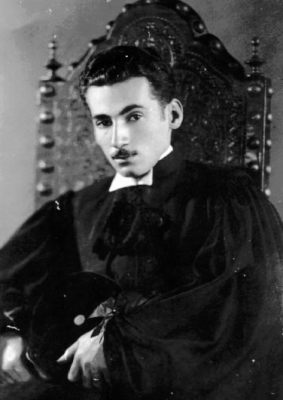
O escritor Jorge Amado (aqui em foto de 1935) foi eleito deputado federal pelo PCB, em 1945.

O PCB teve ótimo resultado nas eleições municipais de 1946, se colocando como a quarta força política nacional no período, elegendo centenas de vereadores, e uma grande bancada na Câmara Municipal do Distrito Federal; Em Juiz de Fora (Minas Gerais) o descendente de alemães Lindolfo Hill foi eleito como o primeiro vereador comunista da cidade em documentos revelados sobre Lindolfo e Ziller; Com cerca de duzentos mil filiados em 1947, seu registro é novamente cancelado em abril deste ano pelo Tribunal Superior Eleitoral, durante o Governo Eurico Dutra, através de uma ação movida pelo deputado federal Barreto Pinto. A justificativa para suspensão tinha como base o entendimento que o PCB representava uma organização supranacional na qual tinha dois programas, um eleitoral, outro partidário, onde era defendido a tese da Ditadura do proletariado.[carece de fontes?] No ano seguinte, seus parlamentares são cassados. Há uma tentativa por parte das lideranças comunistas no registro de outros partidos, primeiro com a tentativa de criação do Partido Popular Progressista, e posteriormente com a tentativa de criação do Partido Constitucionalista Brasileiro em 1947.
O impacto da cassação do partido foi imediato e desestruturou diversas sedes municipais do partido. Segundo o relato do militante comunista e vereador na cidade de Porto Alegre, Eloy Martins, houve uma poucas reações por parte da militância comunista à decisão judicial. Havia um entendimento da Direção Nacional que a decisão do TSE seria favorável ao partido.
Em 10 de agosto de 1950, foi publicado o Manifesto de Agosto do Comitê Central do Partido Comunista. Foi mais uma tentativa da direção de romper com os restos da linha do período da legalidade. O Manifesto apresentou, no fundamental, uma linha revolucionária, e conclamava o povo a derrocar o regime de latifundiários e grandes capitalistas a serviço do imperialismo coma criação da Frente Democrática de Libertação Nacional. Nessa linha revolucionária, o PCB compreendia que todos os partidos, inclusive o PTB e PSB, como "comprometidos com a defesa dos interesses reacionários".
Apesar da ilegalidade e a linha partidária avessa a participação eleitoral, o partido manteve alguns feudos eleitorais, como na cidade de Rio Grande, onde o partido foi constantemente o terceiro maior partido do município, com a média de 10% dos votos concorrendo por diversos partidos como o Partido Social Progressista (1946) e Partido Republicano.

### A Declaração de Março e a Cisão
Em 1956, sob o impacto do XX Congresso do Partido Comunista da União Soviética (PCUS), instauram-se divergências internas profundas, que fazem o partido perder um número expressivo de militantes, dirigentes e intelectuais.  Lança a "Declaração de Março" de 1958, na qual o começa a discutir a questão democrática.
Em setembro de 1960 o PCB decide instituir uma campanha para a conquista da legalidade, o que o faz, inclusive, adequar-se juridicamente, alterando sua denominação de Partido Comunista do Brasil para Partido Comunista Brasileiro, mas mantendo a sigla PCB. Decidiu pelo abandono do IV programa e pela aprovação imediata de outro. A antiga nomenclatura seria depois aproveitada pelo dissidente PC do B.

### Os "Anos de Chumbo" da Ditadura Militar
O regime militar instituído em abril de 1964 impôs ao PCB mais um longo período de clandestinidade. A repressão que se seguiu ao golpe, afetando o conjunto das forças democráticas, atingiu fortemente o PCB. A recusa ao foquismo e às várias formas de intervenção armada propostas por diversos grupos de esquerda desde 1961 custou ao PCB a cisão do partido e a perda de importantes dirigentes, entre eles, Carlos Marighella, Mário Alves,  Jover Telles e Apolônio de Carvalho.

O jornalista Vladimir Herzog, importante militante do PCB, foi preso e torturado até à morte pela ditadura militar brasileira, em 1975.

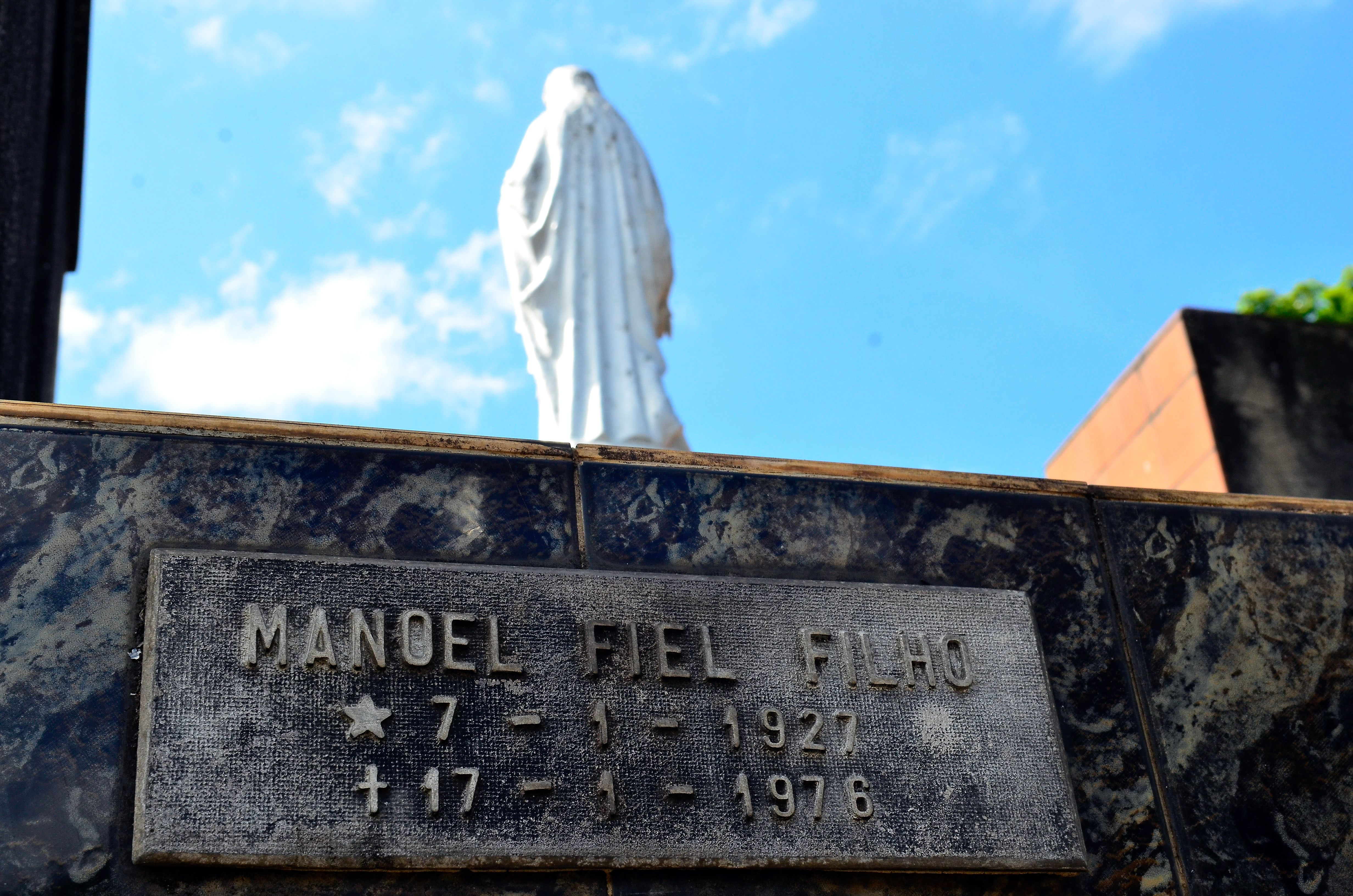
Túmulo de Manuel Fiel Filho, operário e militante do PCB que, assim como Vladimir Herzog, foi preso e torturado até a morte pela ditadura militar brasileira, em 1976.

A primeira dissidência do PCB ocorrera em 1962, com a criação do PC do B, que posteriormente  empreenderia a guerrilha do Araguaia. Após o golpe de 1964, uma nova cisão interna do PCB teria início  em 1967, ainda em razão de divergências quanto à participação do partido na resistência armada ao regime militar. Quando os militantes favoráveis à luta armada foram vencidos, eles formaram a chamada Corrente Revolucionária de Minas Gerais (ou Corrente Brasil). A partir de 1968,  vários outros agrupamentos e organizações foram criados por egressos do PCB. Em fevereiro de 1968, Carlos Marighella e Joaquim Câmara Ferreira criaram o Agrupamento Comunista de São Paulo, que, seis meses depois, daria origem à  ALN. No Rio Grande do Sul, o grupo Dissidência Leninista seria a origem do Partido Operário Comunista (POC), que, posteriormente, juntar-se-ia à POLOP, criada em 1961. Outros grupos, baseados no Rio de Janeiro e no Nordeste, formaram o Partido Comunista Brasileiro Revolucionário (PCBR), liderado por Apolônio de Carvalho, Jacob Gorender e Mário Alves. Universitários de Niterói constituiriam o Movimento Revolucionário 8 de Outubro, cujo nome lembrava a data da morte de Che Guevara.
Os anos que se seguiram à promulgação do Ato Institucional Número Cinco, de 13 de dezembro de 1968, foram de intensificação da repressão. Entre 1973 e 1975 o DOI-CODI deu início a Operação Radar, que visava os dirigentes do PCB que integravam Comitê Central do Partido. Um terço dos membros do Comitê Central desapareceram ou foram assassinado nesse período e centenas de militantes submetidos à tortura, alguns viriam a falecer. Entre mortos e desaparecidos que integravam o Comitê Central em 1974 do Comitê Central estavam os militantes David Capistrano da Costa, Luiz Ignácio Maranhão Filho e João Massena Melo. Em 1975 mais sete membros do Comitê Central desapareceram ou foram assassinados, entre eles estavam Itair José Veloso, Nestor Veras, Hiran de Lima Pereira. O irmão do ex-vice-presidente Pedro Aleixo, o gráfico Alberto Aleixo, que trabalhava para o jornal "Voz Operária", foi preso em janeiro de 1975 na ação que visava a gráfica do PCB. Alberto Aleixo ficou preso aproximadamente dois meses e veio a falecer em agosto de 1975 em decorrência dos ferimentos das torturas sofridas na prisão. José Montenegro, dirigente da Juventude Comunista, também desapareceu nesse período.Foram também vítimas fatais dessa operações sobre o PCB o jornalista Vladimir Herzog e o operário Manoel Fiel Filho. É nesse período que o sindicalismo não comunista se organiza e obtém importantes conquistas na luta contra a ditadura a partir da ação estruturada dos metalúrgicos do ABC e, posteriormente dos bancários de São Paulo, dentre outras categorias. Esse movimento isolou paulatinamente os sindicatos e lideranças ligadas ao PCB e constituiu-se no embrião do futuro Partido dos Trabalhadores, que agregaria vários movimentos populares não polarizados pelo PCB.

### A Volta à Legalidade
Com a anistia em setembro de 1979, retornam dirigentes e militantes que estavam no exterior, mas novas divergências internas – que já estavam se expressando no exterior – culminam com a saída de Luís Carlos Prestes em 1980 e dos militantes que lhe davam apoio (mais tarde organizados no que viria a ser o atual Polo Comunista Luiz Carlos Prestes - PCLCP). Assume então como secretário-geral Giocondo Dias.
Em 1985, com o fim da ditadura militar e o início da Nova República, tanto o PCB como o PCdoB voltam a funcionar como partidos políticos legais. O PCB, defendendo a bandeira da luta pela democracia através da formação de uma "frente ampla" desde 1965, presta apoio à transição democrática e aos primeiros anos do governo de José Sarney.

### Segunda Cisão

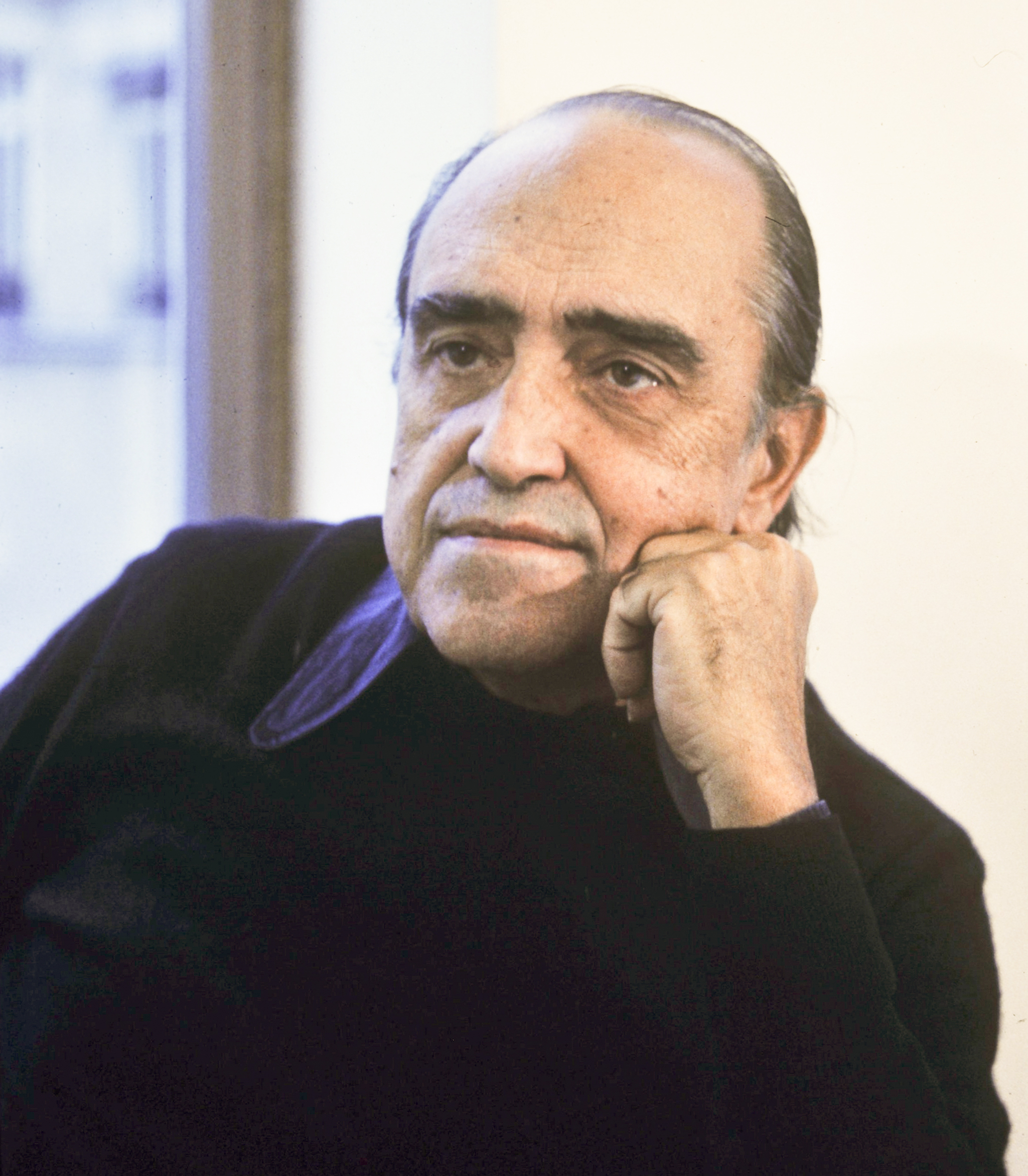
O internacionalmente famoso e respeitado arquiteto Oscar Niemeyer (aqui em foto tirada em 1977) foi um militante histórico do PCB.

Nova crise instaura-se a partir de 1989 na esteira dos acontecimentos do Leste Europeu e da crise de representatividade que vinha vivendo o partido – perdendo espaço nas esquerdas e no movimento sindical para o PT e deixando de contar com o aporte político da URSS que se esfacela após a queda do muro de Berlim.
É nesse momento que o PCB se divide a grosso modo em dois grupos: o liderado pelo senador Roberto Freire (do qual fazem parte os jornalistas Rodolfo Konder e Jarbas de Holanda e dirigentes sindicais como Alemão, entre outros), que deseja romper com conceitos de revolução social, abraçar ideias da social-democracia e da chamada "nova esquerda" e se afastar definitivamente da herança soviética após o desastre da invasão do Afeganistão; e o grupo liderado pelo arquiteto Oscar Niemeyer, cartunista Ziraldo, educador Horácio Macedo, livreiro Raimundo Jinkings, artistas, intelectuais e trabalhadores que buscam manter erguida a bandeira comunista e fazer uma análise marxista da crise no Leste Europeu.
A partir da realização da V Conferência Nacional Extraordinária do Partido Comunista - Seção Brasileira da Internacional Comunista (PC-SBIC), deixou de ser uma seção da Internacional Comunista, oficializando assim seu nome como Partido Comunista Brasileiro (PCB), com os membros remanescentes da seção que apoiavam a legalidade do partido, e o PCdoB - Partido Comunista do Brasil, a cisão que rompia com o alinhamento aos soviéticos.

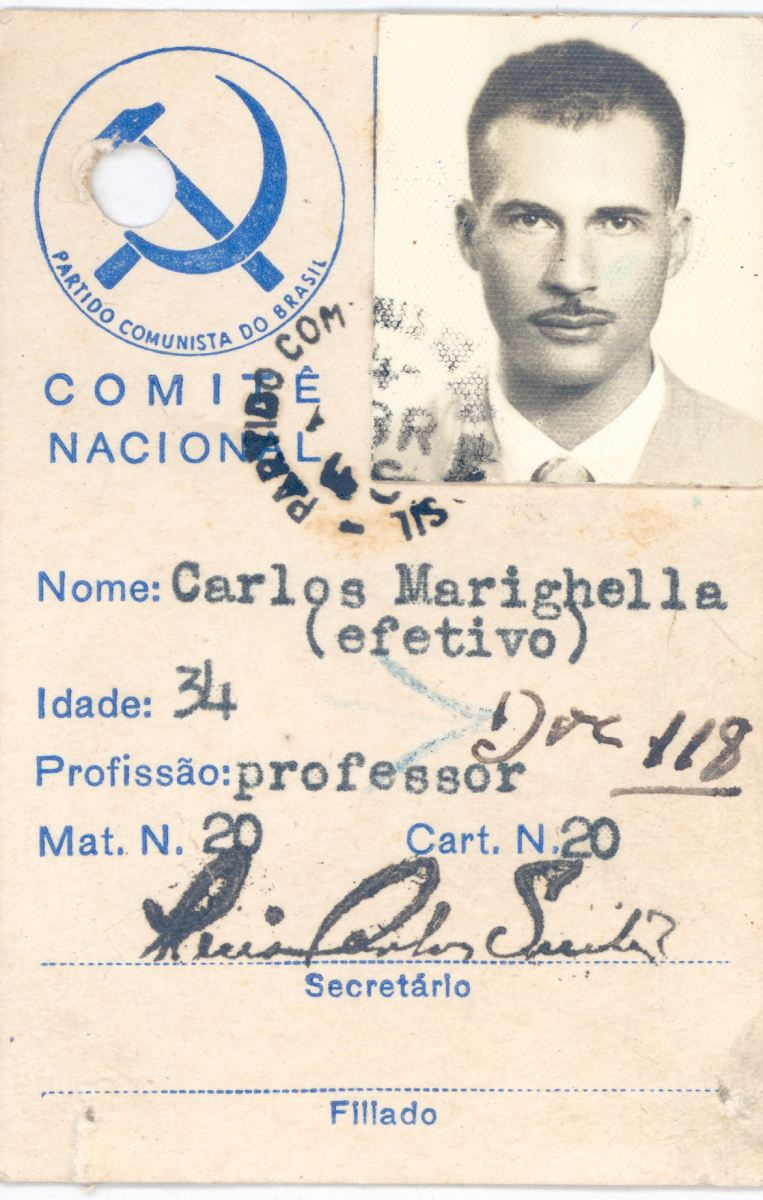
Carteira de militante do PCB de Carlos Marighella.

O PCB continuou existindo até 1992, quando através de uma disputa controversa, que acabou reconhecida pelo Tribunal Superior Eleitoral, os dirigentes do então PCB declaram sua extinção, e criação, em seu lugar, do Partido Popular Socialista. Membros mais antigos classificaram a ação do grupo ligado ao seu então presidente, Roberto Freire, como um golpe, e decidiram lançar um edital de fundação de um novo partido, que utilizaria então o nome da agremiação ora extinta: Partido Comunista Brasileiro. O PPS, apesar de se considerar um novo partido, se declarava sucessor do velho Partidão, e herdou seu registro eleitoral e patrimônio, de forma que o grupo que formou o novo PCB precisou recomeçar sua trajetória eleitoral do zero.

## Congressos

### I Congresso – Niterói: março de 1922
O primeiro Congresso do PCB, ocorreu nos dias 25, 26 e 27 de março de 1922, na cidade de Niterói - RJ. Nesta reunião de fundação:
- Foi aprovado o seu primeiro estatuto do PCB (PC-SBIC);
- Estabeleceu a linha Política do PCB (PC-SBIC) seria o marxismo-leninismo;
- O PCB  seguiria a tendência do movimento comunista mundial, passando a constituir seção brasileira da Internacional Comunista (PC-SBIC);
- Estabeleceu a cor vermelha (bandeira) e a foice e martelo como símbolo do PC-SBIC;
- Foi escolhida a primeira Comissão Central Executiva (CCE): composta de dez membros, assim constituída: os efetivos Abílio de Nequete (secretário-geral), Astrojildo Pereira (imprensa e propaganda), Antônio Canellas (secretário internacional), Luís Peres (frações sindicais) e Cruz Júnior (tesoureiros); e os suplentes, Cristiano Cordeiro, Rodolfo Coutinho, Antônio de Carvalho, Joaquim Barbosa e Manuel.[14]

### II Congresso: maio de 1925
O II Congresso do PC-SBIC foi realizado nos dias 16, 17 e 18 de maio de 1925.
- É criado o jornal A Classe Operária (órgão central do PCB).[14]

### III Congresso: dezembro de 1928 e janeiro de 1929
O III Congresso do PC-SBIC ocorreu em dezembro de 1928/janeiro de 1929.
Foi debatida a linha política que orientou o congresso, levando-se em conta, na compreensão da formação do Brasil, os seguintes elementos:
- a dominação imperialista;
- a economia agrária;
- o problema da terra;
- a revolução democrático - burguesa.[14]

Ocorre também a primeira cisão no PC-SBIC, a dissidência trotskista.

### IV Congresso: novembro de 1954
O IV Congresso do PC-SBIC ocorreu de 07 a 11 de novembro de 1954.
- É realizado a reorganização do Partido Comunista depois dos golpes sofridos pelo Estado Novo de Vargas, surgida na Conferência da Mantiqueira, em 1943;
- Estabeleceu um Programa Socialista para o Brasil;
- Foi aprovado um novo estatuto do PC-SBIC.[14]

### V Congresso: agosto e setembro de 1960
Em 1956, sob o impacto do XX Congresso do Partido Comunista da União Soviética (PCUS), instauram-se divergências internas profundas, que fazem o partido perder um número expressivo de militantes, dirigentes e intelectuais. É lançada a "Declaração de Março" de 1958, na qual o começa a discutir a questão democrática.
Em setembro de 1960 o PCB decide instituir uma campanha para a conquista da legalidade, o que o faz, inclusive, adequar-se juridicamente, alterando sua denominação de Partido Comunista do Brasil para Partido Comunista Brasileiro, mas mantendo a sigla PCB. Decidiu pelo abandono do IV programa e pela aprovação imediata de outro.
Nesse processo forma-se, no interior do Partido, um grupo de descontentes em relação à nova linha adotada, advogando pela manutenção da ortodoxia stalinista, ligados ao maoismo. Em 1962, esse grupo é expulso por formação de tendência, construindo então o PCdoB.

## Dirigentes

### Secretários-Gerais
- Abílio de Nequete: 1922[41]
- Astrojildo Pereira: 1924-1930[42]
- Heitor Ferreira Lima: 1931[43]
- Fernando Paiva de Lacerda: 1931-1932[44]
- José Vilar: 1932[45]
- Duvitiliano Ramos: 1932[46]
- Domingos Brás: 1932[47]
- Lauro Reginaldo da Rocha (Bangu):[48]
- Antônio Maciel Bonfim (Miranda): ?[49]
- Luís Carlos Prestes: 1943-1980[50]
- Giocondo Dias: 1980-1985[51]
- Ivan Pinheiro: 2005-2016[52]
- Edmilson Costa: 2016-atualmente[53]

### Presidentes
- Giocondo Dias - 1985-1987[54]
- Salomão Malina - 1987-1991[54]
- Roberto Freire - 1991-1992[54]

### Eleições presidenciais

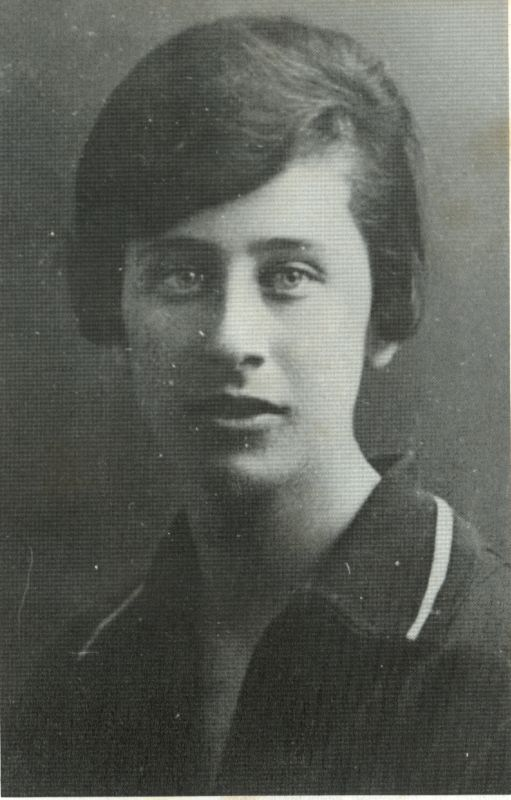
Olga Benário, militante do PCB e esposa de Luiz Carlos Prestes. Foi executada e martirizada na Alemanha Nazista, em 1942

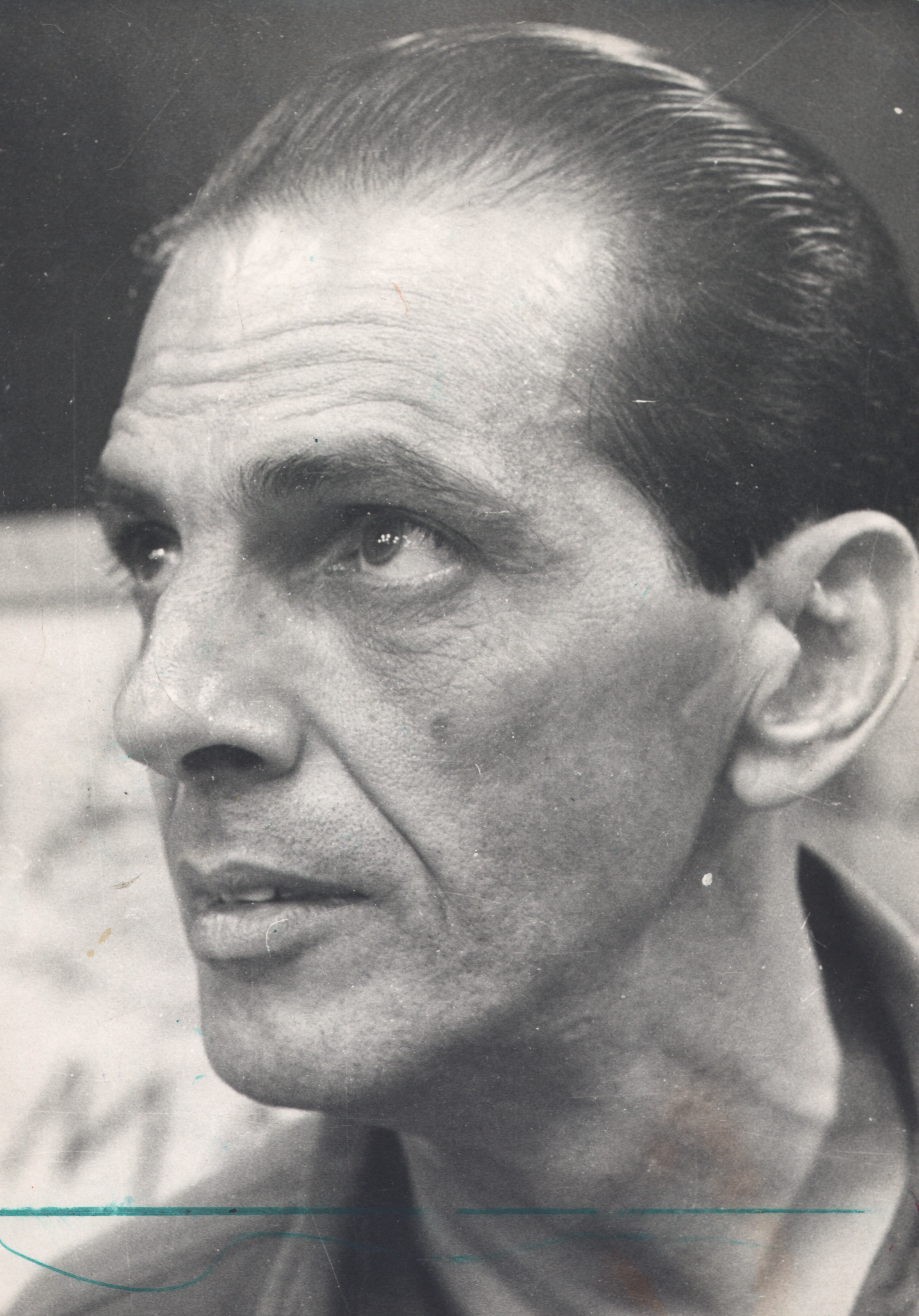
Além de jornalista esportivo e treinador da Seleção Brasileira de Futebol, João Saldanha foi um militante muito ativo do PCB até a sua morte, em 1990

| Ano  | Foto                  | Candidato(a) a Presidente | Candidato a Vice-Presidente | Coligação     | Votos      | %     | Posição | Ref                  |
| ---- | --------------------- | ------------------------- | --------------------------- | ------------- | ---------- | ----- | ------- | -------------------- |
| 1930 | Minervino de Oliveira | Minervino de Oliveira     | Gastão Valentim Antunes     | PCB, BOC      | 720 ou 151 | 0,007 | 3º      | [ 55 ] [ 56 ] [ 57 ] |
| 1945 | Iêdo Fiúza            | Yedo Fiúza                | Nenhum                      | Sem coligação | 569.818    | 9,71  | 3º      | [ 58 ]               |
| 1989 | Roberto Freire        | Roberto Freire            | Sérgio Arouca               | Sem coligação | 769.123    | 1,06  | 8º      | [ 59 ]               |

## Militantes do PCB agraciados com o Prêmio Lênin da Paz

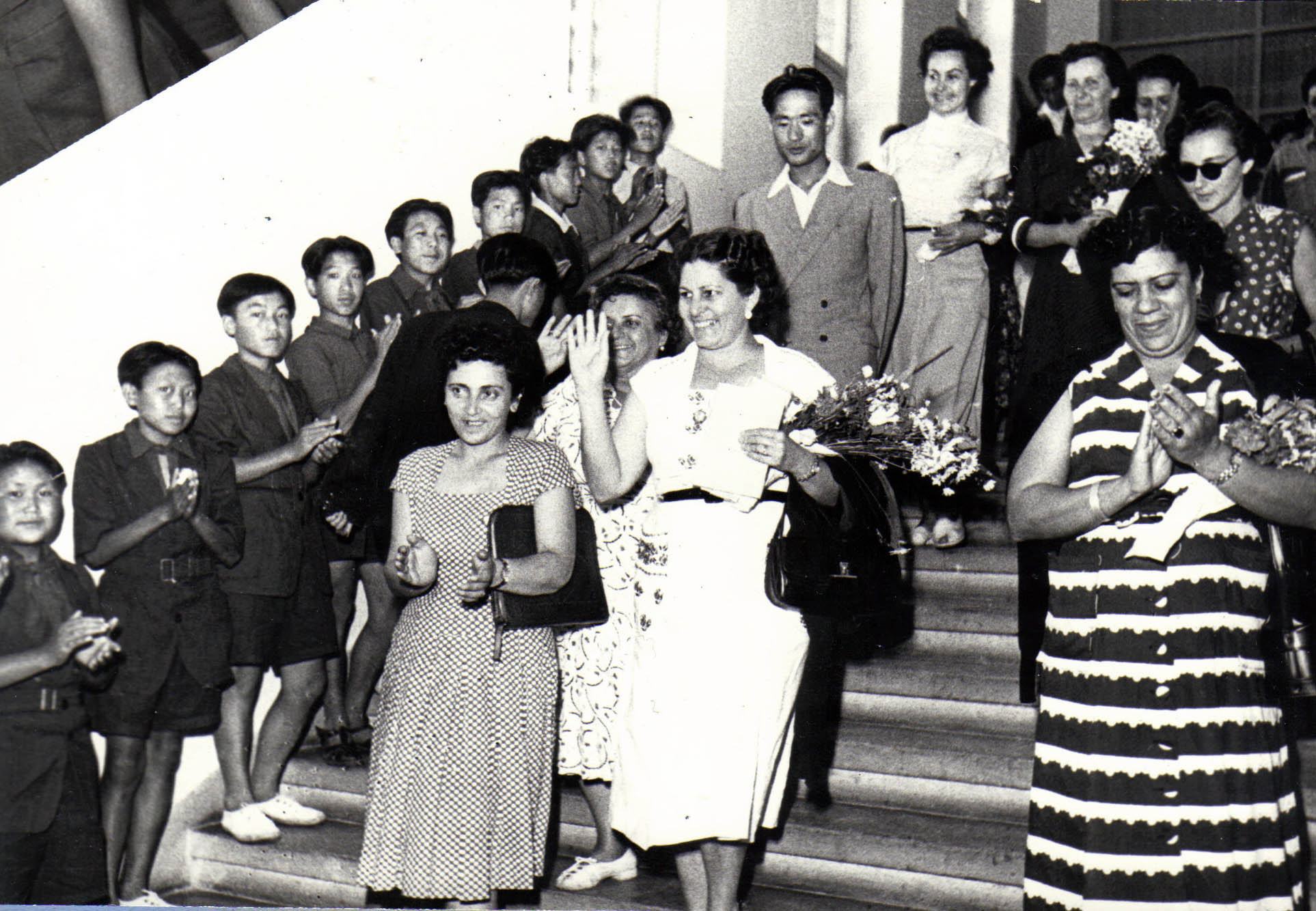
Elisa Branco (ao centro, de vestido claro) ao receber o Prêmio Lênin da Paz

- Jorge Amado: 1951[60]
- Elisa Branco: 1952[60]
- Oscar Niemeyer: 1963[60]